# Isopterygium complanatulum
Isopterygium complanatulum är en bladmossart som beskrevs av H. A. Wager 1917. Isopterygium complanatulum ingår i släktet Isopterygium och familjen Hypnaceae. Inga underarter finns listade i Catalogue of Life.